# Eshkaft-e Shīrī
Eshkaft-e Shīrī (persiska: اِشگَفتِ شيری, اشکفت شیری, Eshgaft-e Shīrī) är en ort i Iran.   Den ligger i provinsen Kohgiluyeh och Buyer Ahmad, i den centrala delen av landet, 600 km söder om huvudstaden Teheran. Eshkaft-e Shīrī ligger 401 meter över havet och antalet invånare är 133.
Terrängen runt Eshkaft-e Shīrī är platt åt sydväst, men åt nordost är den kuperad.Runt Eshkaft-e Shīrī är det ganska glesbefolkat, med 47 invånare per kvadratkilometer. Närmaste större samhälle är Behbahān, 18,4 km nordväst om Eshkaft-e Shīrī. Omgivningarna runt Eshkaft-e Shīrī är i huvudsak ett öppet busklandskap.